# Ismeal Kabia
Ismeal Kabia (10 december 2005) is een Nederlands voetballer die bij voorkeur als vleugelspeler speelt. Hij speelt bij Arsenal.

## Clubcarrière
Kabia werd geboren in Nederland en verhuisde op negenjarige leeftijd naar Engeland. Hij speelde in de jeugd bij Chatham Riverside FC, Sittingbourne Lions FC en Arsenal. Op 25 september 2024 debuteerde hij in de EFL Cup tegen Bolton Wanderers.